# Lumi & Bo
Lumi & Bo ist eine deutsche animierte Zeichentrickserie. Die Erstausstrahlung erfolgte am 3. Oktober 2017 im Rahmen des Vorschul-Programmblocks Nick Jr. auf Nick.

## Inhalt
Bo ist ein großes, gelb-oranges Monster. Er ist sehr kräftig, aber zudem auch gemütlich und ruhig. Lumi ist ein kleines Menschenkind und versucht, Bo nachzueifern. Dazu trägt es stets ein grünes Bo-Kostüm. Zusammen entdecken sie die Welt um sich herum und erleben dabei verschiedene Abenteuer. Dabei ergänzen und helfen sich die beiden Charaktere gegenseitig.
Die Serie soll ihren Zuschauern Werte wie Freundschaft, Teamwork, Zusammenhalt und Sozialkompetenz vermitteln.

## Episoden
Die Länge der einzelnen Episoden von Lumi & Bo variiert zwischen 30 Sekunden und etwa 3,5 Minuten. In den längeren Geschichten fungiert Bürger Lars Dietrich als Off-Sprecher. Neben den Geschichten gibt es außerdem verschiedene Lumi & Bo-Lieder. Diese werden ebenfalls von Dietrich gesungen, in den jeweiligen Videos dazu tanzen reale Kinder in der animierten Serienwelt.

## Produktion
Lumi & Bo ist die erste eigenproduzierte Animationsserie von Nick Deutschland. Die Serie wird in Zusammenarbeit mit dem Zeichentrickstudio Hahn Film produziert.